# Rozvodna Kletné
Rozvodna Kletné (zkratkou KLT) se nachází na jižním okraji obce Hladké Životice, v okrese Nový Jičín v Moravskoslezském kraji. Je jednou ze čtyř rozvoden na 400 kV v kraji. Provozuje se v napěťových hladinách 400 a 110 kV.

## Význam
Rozvodna Kletné patří k nejvýznamnějším rozvodnám v Moravskoslezském kraji. Zásobuje střední část kraje včetně Ostravy. Část 400 kV provozuje ČEPS, a.s, část 110 kV provozuje ČEZ.

## Historie
Rozvodna byla založena v roce 2012 pro zlepšení dodávek elektřiny v Moravskoslezském kraji. Do rozvodny byla připojena smyčka z linky Horní Životice-Nošovice.

## Popis

### Napěťové hodnoty
Rozvodna je provozována v napěťových hodnotách 400 kV a 110 kV. Hladinou 400 kV jsou spojeny rozvodny Nošovice a Horní Životice.

### Transformátory
Transformace 400/110 kV je zajištěna dvěma třífázovými transformátory.

### Vedení
Do rozvodny jsou zaústěna následující vedení:

#### Vedení 400 kV – ZVN – zvláště vysoké napětí
- Jednoduché vedení V459 Horní Životice - Kletné
- Jednoduché vedení V405 Kletné - Nošovice